# گلایول کراسیفولیوس
گلایول کراسیفولیوس(نام علمی: Gladiolus crassifolius) نام یک گونه از سرده گلایول است.